# Chiesa di San Giovanni Battista (Gradara)
La chiesa di San Giovanni Battista è la parrocchiale di Gradara, in provincia di Pesaro e Urbino e arcidiocesi di Pesaro; fa parte della vicaria VI - Sant'Ermete.

## Storia
La prima citazione di un luogo di culto dedicato a san Giovanni Battista, originariamente filiale della pieve di Santa Sofia, risale al 1290 ed è contenuta nelle Rationes decimarum; nel 1297 la chiesa risultava bisognosa di restauri, il che fa presupporre che fosse stata costruita per lo meno nel secolo precedente.
Nel Quattrocento, in un periodo compreso tra la cessazione del dominio dei Malatesta, avvenuta nel 1429, e il passaggio della rocca agli Sforza, avvenuto nel 1447, la parrocchiale fu oggetto di un generale rifacimento.
Nel 1788 il conte Carlo Mosca (in Barzi), enfiteuta della rocca di Gradara alla fine del Settecento, rinnovò radicalmente la facciata facendole assumere l’attuale configurazione (sebbene sia stata parzialmente alterata negli anni trenta), cancellando quella precedente con portale in stile gotico, ed adattando a campanile una delle due torri della porta di accesso al castello dal borgo, ingentilendola con l'inserimento di aperture a serliana sui quattro lati.
Dopo i crolli causati da un terremoto nel XVII secolo, l'interno della chiesa venne interessato da un rimaneggiamento secondo i canoni settecenteschi.
Negli anni settanta del Novecento la parrocchiale fu adeguata alle norme postconciliari mediante l'aggiunta dell'altare rivolto verso l'assemblea, realizzato reimpiegando materiali provenienti dalla riduzione dell'originario altare maggiore.

## Descrizione

### Esterno
La facciata a capanna della chiesa, rivolta a nordovest, presenta centralmente il portale d'ingresso architravato e sopra due finestrelle a tutto sesto; il prospetto è inoltre scandito da quattro lesene con capitelli d'ordine dorico sorreggenti il timpano di forma triangolare.
Annesso alla parrocchiale è il campanile a base quadrata, ricavato da una delle due torri disposte ai lati dell’unico portale di accesso presente nella cinta muraria che circondava il castello. La cella campanaria presenta su ogni lato una serliana ed è coperta dal tetto a quattro falde.

### Interno
L'interno dell'edificio, la cui pianta è a croce latina, si compone di un'unica navata, sulla quale si affacciano i due bracci del transetto, introdotti da archi a tutto sesto, e le cui pareti sono scandite da colonne corinzie e da lesene terminanti con capitelli e sorreggenti la trabeazione aggettante e modanata sopra la quale si imposta la volta a botte; al termine dell'aula si sviluppa il presbiterio, rialzato di alcuni gradini, delimitato da balaustre e terminate con l'abside di forma semicircolare coperta dalla volta a ombrello.
Qui sono conservate diverse opere di pregio, tra le quali il dipinto raffigurante la Crocifissione, la tela con soggetto l'Assunta, di scuola spagnola, e il seicentesco Crocifisso ligneo, realizzato da Innocenzo da Petralia, ritenuto miracoloso e recante tre diverse espressioni facciali a seconda di dove lo si osservi.